# Dynamenella granulata
Dynamenella granulata is een pissebed uit de familie Sphaeromatidae. De wetenschappelijke naam van de soort is voor het eerst geldig gepubliceerd in 1988 door Javed & Ahmed.